# Nejvyšší hory Rakouska

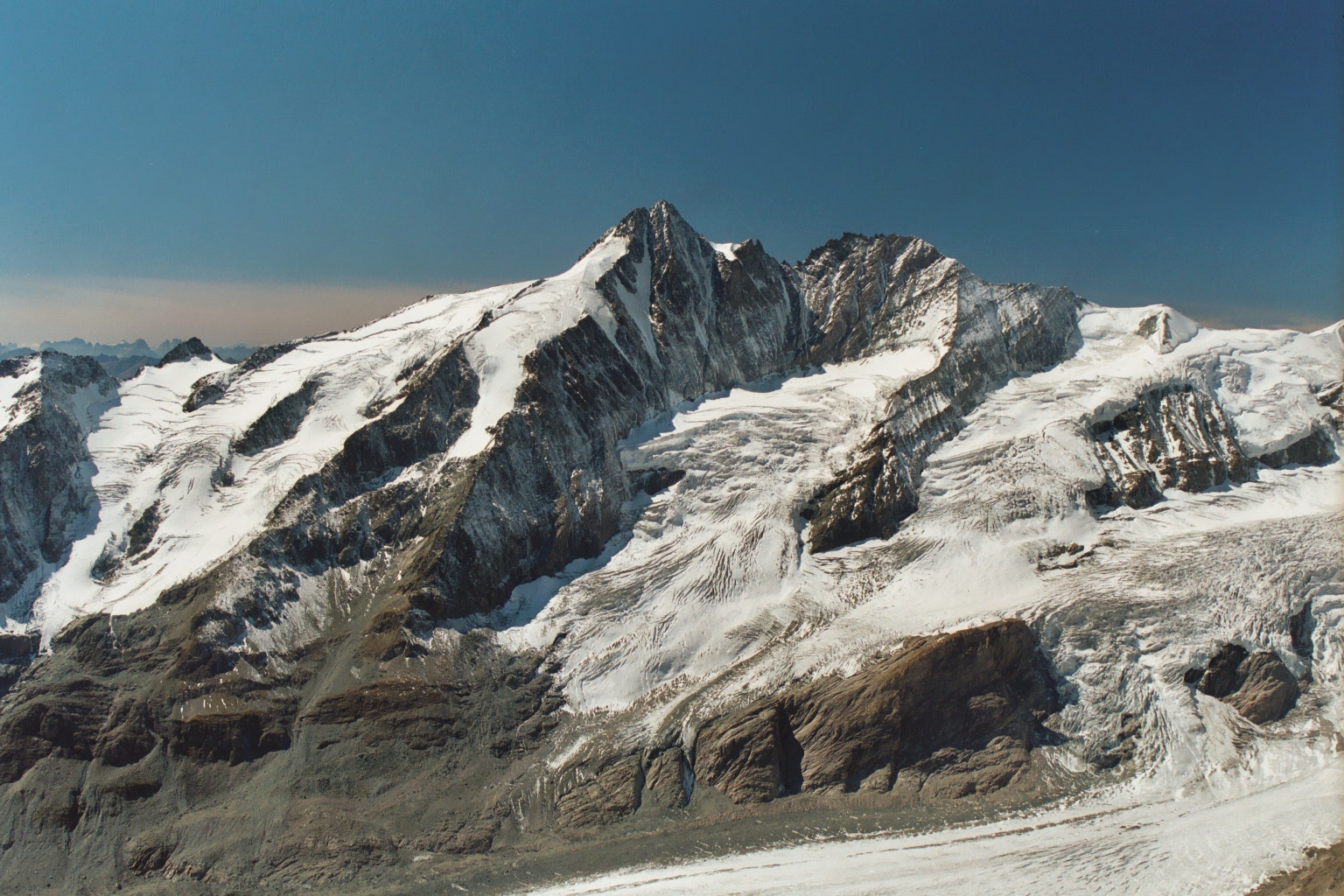
Grossglockner

Nejvyšší hory Rakouska. Nejvyšší horou Rakouska je Grossglockner s nadmořskou výškou 3 798 metrů. Nachází v horské skupině Glockner, ve Vysokých Taurách, ve Východních Alpách.
Leží na jihozápadě Rakouska, na hranici spolkových zemí Tyrolsko a Korutany.
Všechny nejvyšší hory Rakouska leží ve Východních Alpách a všech dvacet nejvyšších vrcholů v Centrálních krystalických Alpách.

## 20 nejvyšších hor Rakouska

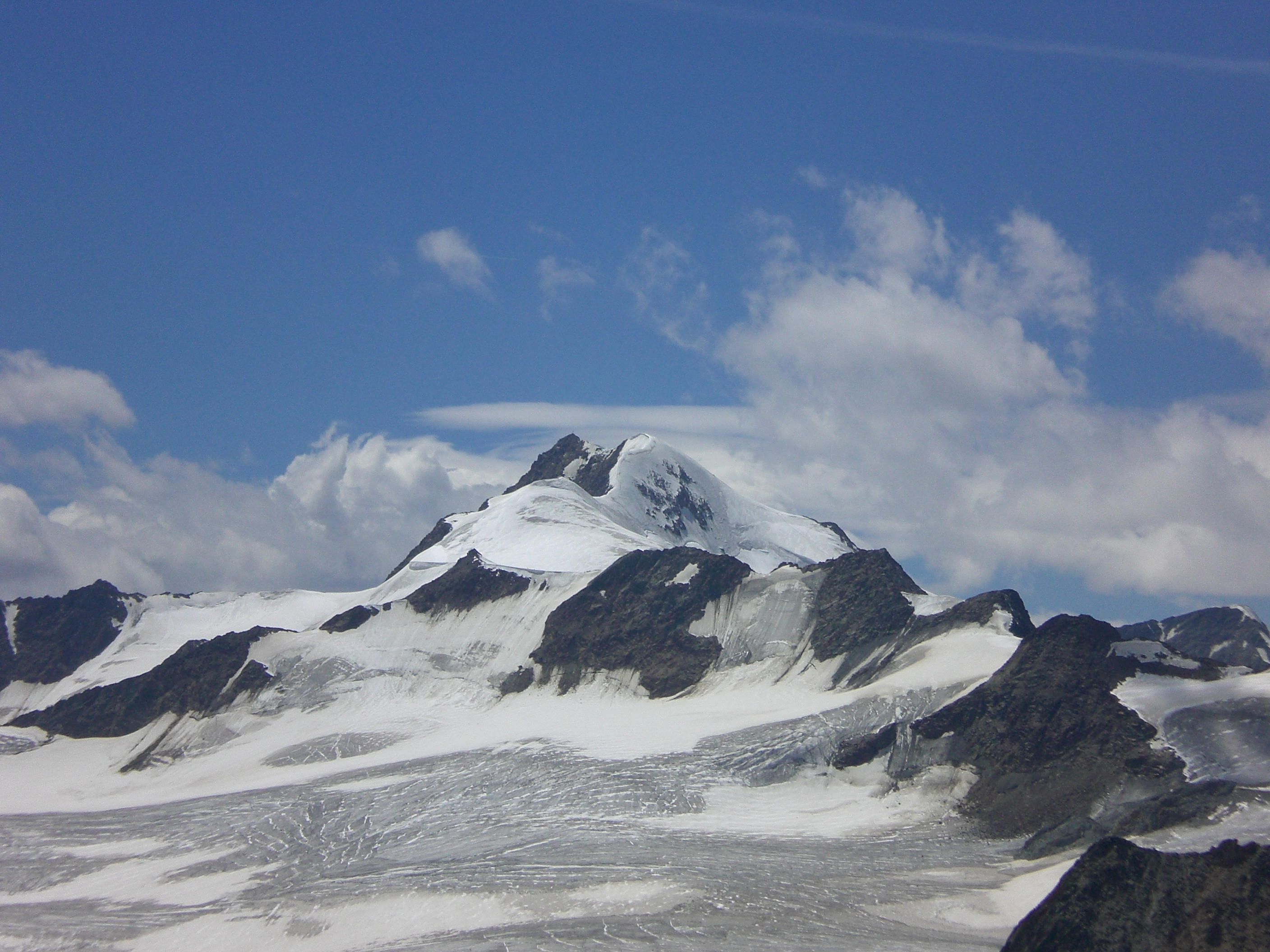
Wildspitze

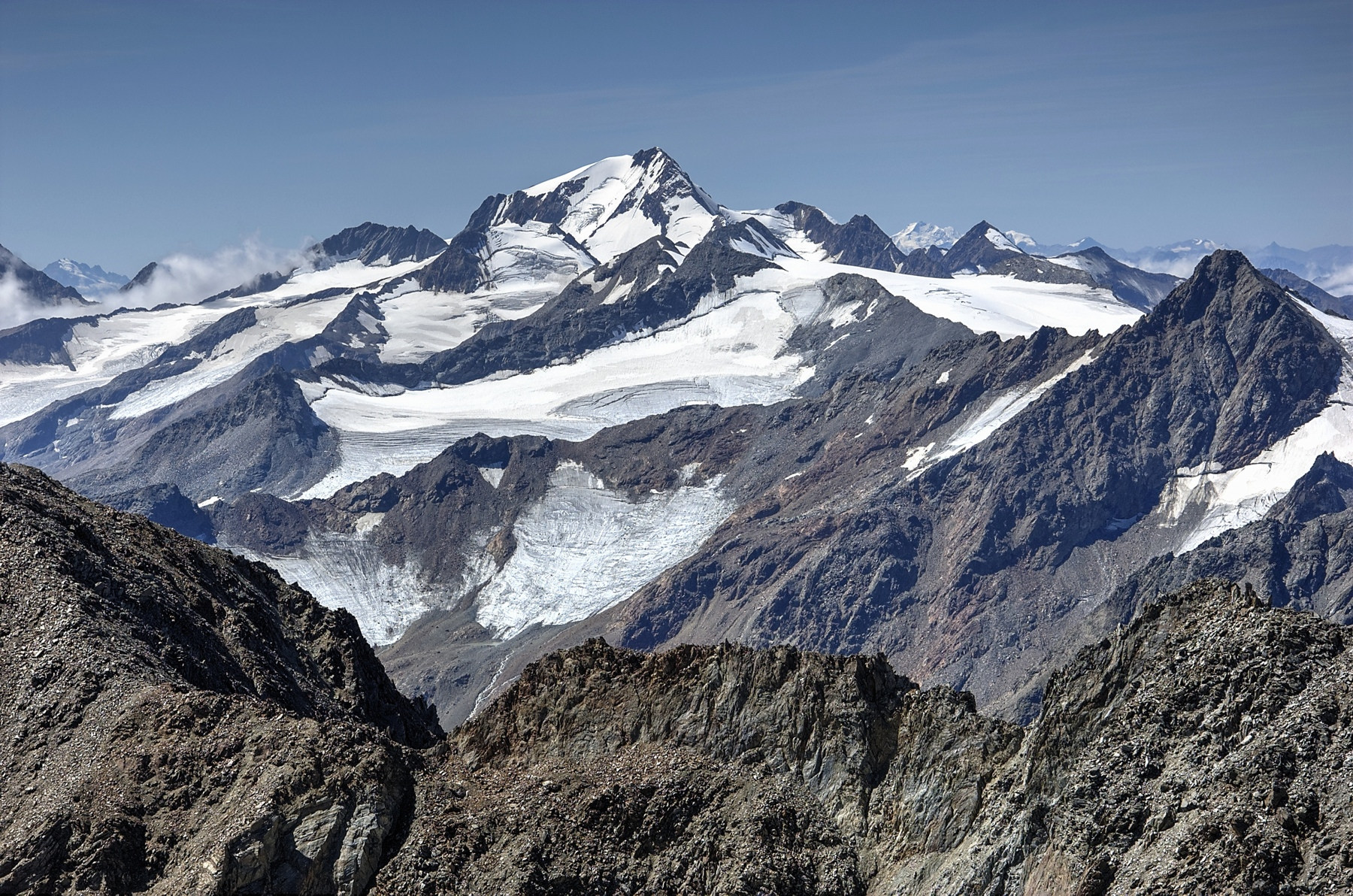
Weisskugel

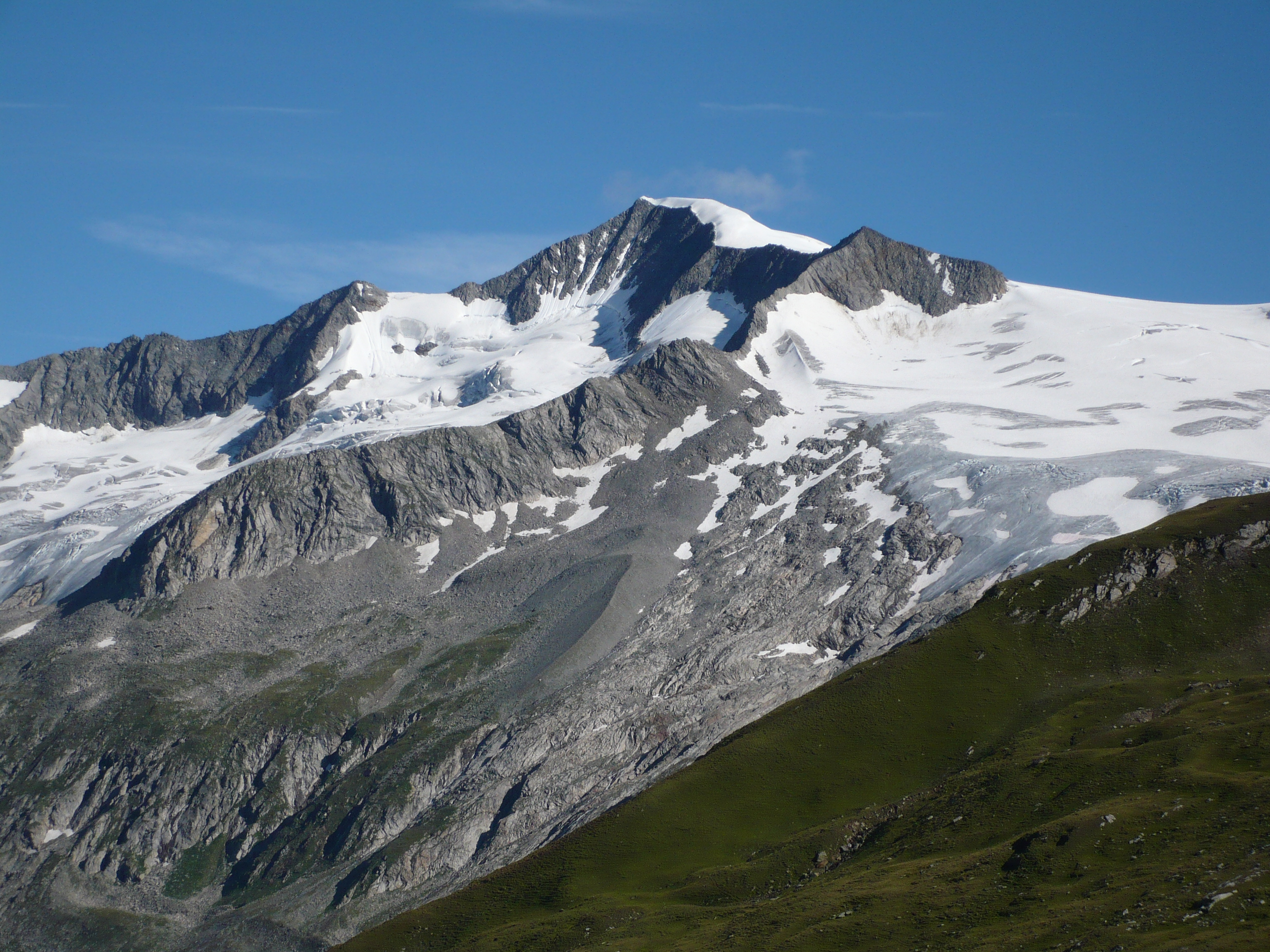
Grossvenediger

Ve výčtu jsou zastoupeny pouze vrcholy s prominencí vyšší než 500 metrů.
|    | Vrchol           | Pohoří                 | Země                | Výška (m) | Prominence (m) | Izolace (km) |
| -- | ---------------- | ---------------------- | ------------------- | --------- | -------------- | ------------ |
| 1  | Grossglockner    | Glockner/Vysoké Taury  | Tyrolsko/Korutany   | 3 798     | 2 428          | 174,6        |
| 2  | Wildspitze       | Ötztalské Alpy         | Tyrolsko            | 3 770     | 2 261          | 48,5         |
| 3  | Weisskugel       | Ötztalské Alpy         | Tyrolsko            | 3 738     | 568            | 14,5         |
| 4  | Grossvenediger   | Venediger/Vysoké Taury | Tyrolsko/Salcbursko | 3 657     | 1 197          | 26           |
| 5  | Hintere Schwärze | Ötztalské Alpy         | Tyrolsko            | 3 624     | 854            | 12,9         |
| 6  | Hochfeiler       | Zillertalské Alpy      | Tyrolsko            | 3 509     | 978            | 149,3        |
| 7  | Zuckerhütl       | Stubaiské Alpy         | Tyrolsko            | 3 507     | 1 033          | 19,5         |
| 8  | Dreiherrnspitze  | Venediger/Vysoké Taury | Tyrolsko/Salcbursko | 3 499     | 581            | 9            |
| 9  | Schrankogel      | Stubaiské Alpy         | Tyrolsko            | 3 497     | 524            | 9,8          |
| 10 | Rötspitze        | Venediger/Vysoké Taury | Tyrolsko            | 3 496     | 653            | 5,4          |
| 11 | Olperer          | Zillertalské Alpy      | Tyrolsko            | 3 476     | 1 230          | 11,4         |
| 12 | Fluchthorn       | Silvretta              | Tyrolsko            | 3 399     | 647            | 15,5         |
| 13 | Hochalmspitze    | Ankogel/Vysoké Taury   | Korutany            | 3 360     | 946            | 45,6         |
| 14 | Rofelewand       | Ötztalské Alpy         | Tyrolsko            | 3 353     | 528            | 3,3          |
| 15 | Piz Buin         | Silvretta              | Vorarlberg          | 3 312     | 544            | 6,1          |
| 16 | Reichenspitze    | Zillertalské Alpy      | Tyrolsko/Salcbursko | 3 303     | 683            | 12,2         |
| 17 | Strahlkogel      | Stubaiské Alpy         | Tyrolsko            | 3 288     | 506            | 7,4          |
| 18 | Schlieferspitze  | Venediger/Vysoké Taury | Salcbursko          | 3 290     | 527            | 5,4          |
| 19 | Petzeck          | Schober/Vysoké Taury   | Korutany            | 3 283     | 799            | 14,9         |
| 20 | Roter Knopf      | Schober/Vysoké Taury   | Tyrolsko/Korutany   | 3 281     | 549            | 6            |

## 20 nejvyšších hor Rakouska s prominencí vyšší než 100 metrů

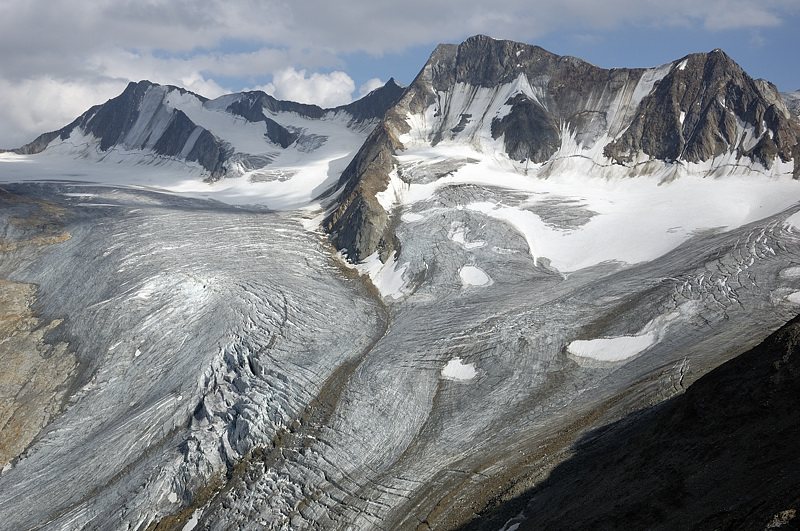
Hintere Schwärze vlevo

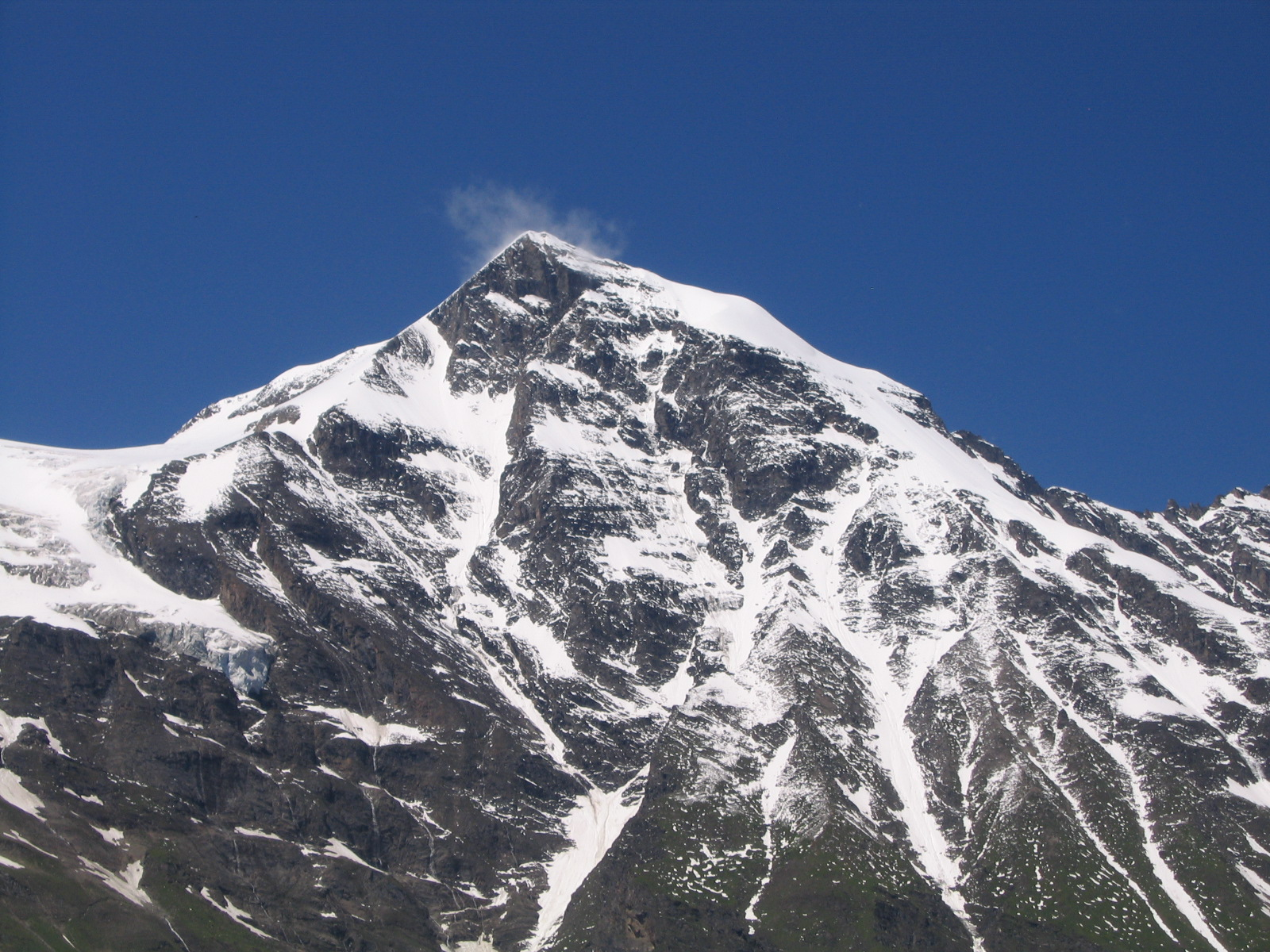
Grosses Wiesbachhorn

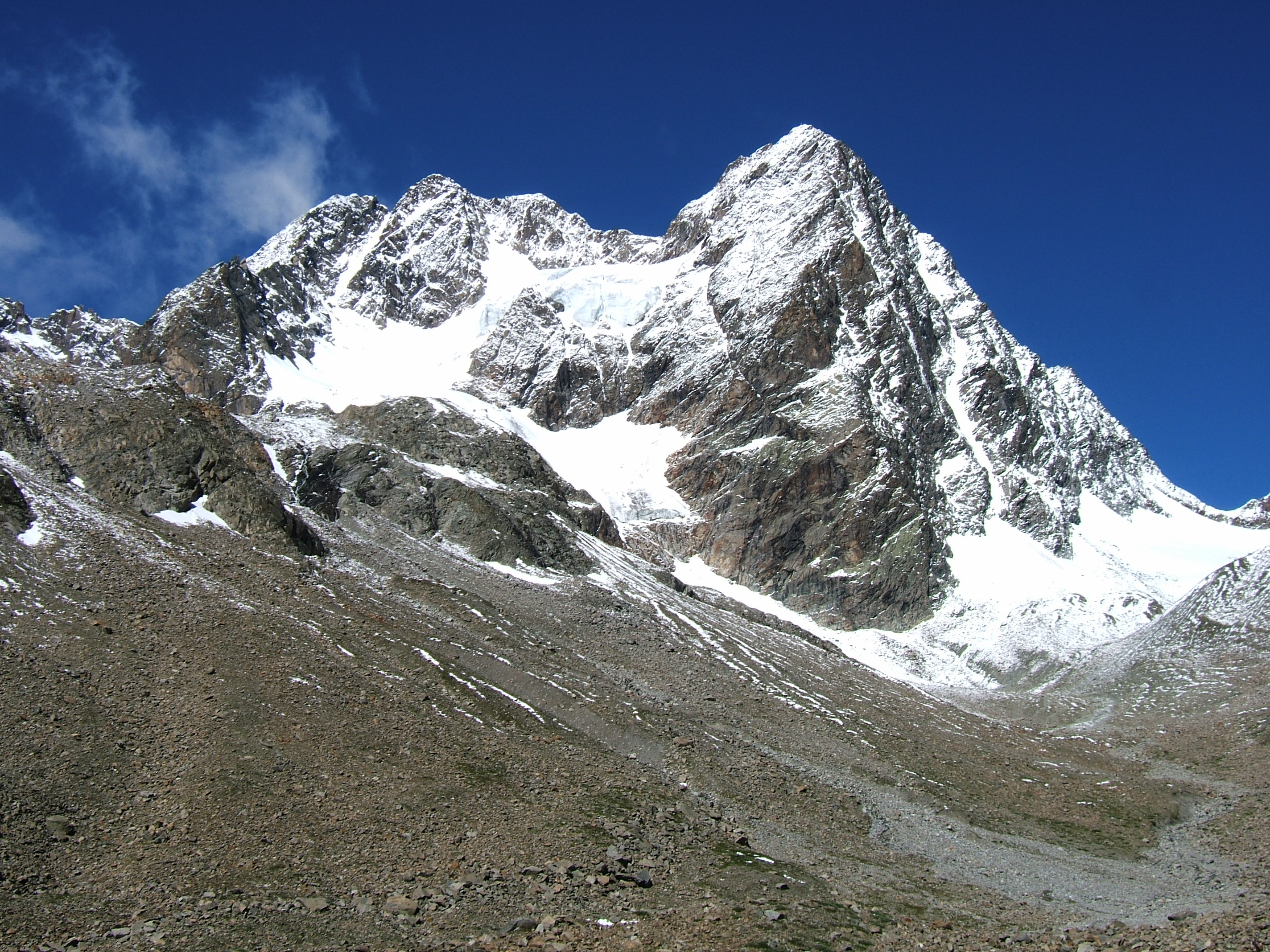
Watzespitze

Ve výčtu jsou zastoupeny pouze vrcholy s prominencí vyšší než 100 metrů.
|    | Vrchol               | Pohoří                 | Země                | Výška (m) | Prominence (m) | Izolace (km) |
| -- | -------------------- | ---------------------- | ------------------- | --------- | -------------- | ------------ |
| 1  | Grossglockner        | Glockner/Vysoké Taury  | Tyrolsko/Korutany   | 3 798     | 2 428          | 174,6        |
| 2  | Wildspitze           | Ötztalské Alpy         | Tyrolsko            | 3 770     | 2 261          | 48,5         |
| 3  | Weisskugel           | Ötztalské Alpy         | Tyrolsko            | 3 738     | 568            | 14,5         |
| 4  | Glocknerwand         | Glockner/Vysoké Taury  | Tyrolsko/Korutany   | 3 721     | 125            | 0,8          |
| 5  | Grossvenediger       | Venediger/Vysoké Taury | Tyrolsko/Salcbursko | 3 657     | 1 197          | 26           |
| 6  | Hintere Schwärze     | Ötztalské Alpy         | Tyrolsko            | 3 624     | 854            | 12,9         |
| 7  | Hinterer Brochkogel  | Ötztalské Alpy         | Tyrolsko            | 3 623     | 153            | 0,9          |
| 8  | Similaun             | Ötztalské Alpy         | Tyrolsko            | 3 599     | 250            | 2,8          |
| 9  | Vorderer Brochkogel  | Ötztalské Alpy         | Tyrolsko            | 3 565     | 165            | 1,2          |
| 10 | Grosses Wiesbachhorn | Glockner/Vysoké Taury  | Salcbursko          | 3 564     | 490            | 9,7          |
| 11 | Rainerhorn           | Venediger/Vysoké Taury | Tyrolsko            | 3 559     | 153            | 1,3          |
| 12 | Ramolkogel           | Ötztalské Alpy         | Tyrolsko            | 3 549     | 379            | 7,6          |
| 13 | Hochvernagtspitze    | Ötztalské Alpy         | Tyrolsko            | 3 539     | 299            | 4,1          |
| 14 | Schalfkogel          | Ötztalské Alpy         | Tyrolsko            | 3 537     | 348            | 4,4          |
| 15 | Watzespitze          | Ötztalské Alpy         | Tyrolsko            | 3 532     | 488            | 12,1         |
| 16 | Langtauferer Spitze  | Ötztalské Alpy         | Tyrolsko            | 3 528     | 172            | 1,4          |
| 17 | Mutmalspitze         | Ötztalské Alpy         | Tyrolsko            | 3 522     | 132            | 1,2          |
| 18 | Fineilspitze         | Ötztalské Alpy         | Tyrolsko            | 3 514     | 497            | 4            |
| 19 | Hochfeiler           | Zillertalské Alpy      | Tyrolsko            | 3 509     | 978            | 149,3        |
| 20 | Zuckerhütl           | Stubaiské Alpy         | Tyrolsko            | 3 507     | 1 033          | 19,5         |

## 20 vrcholů s nejvyšší prominencí

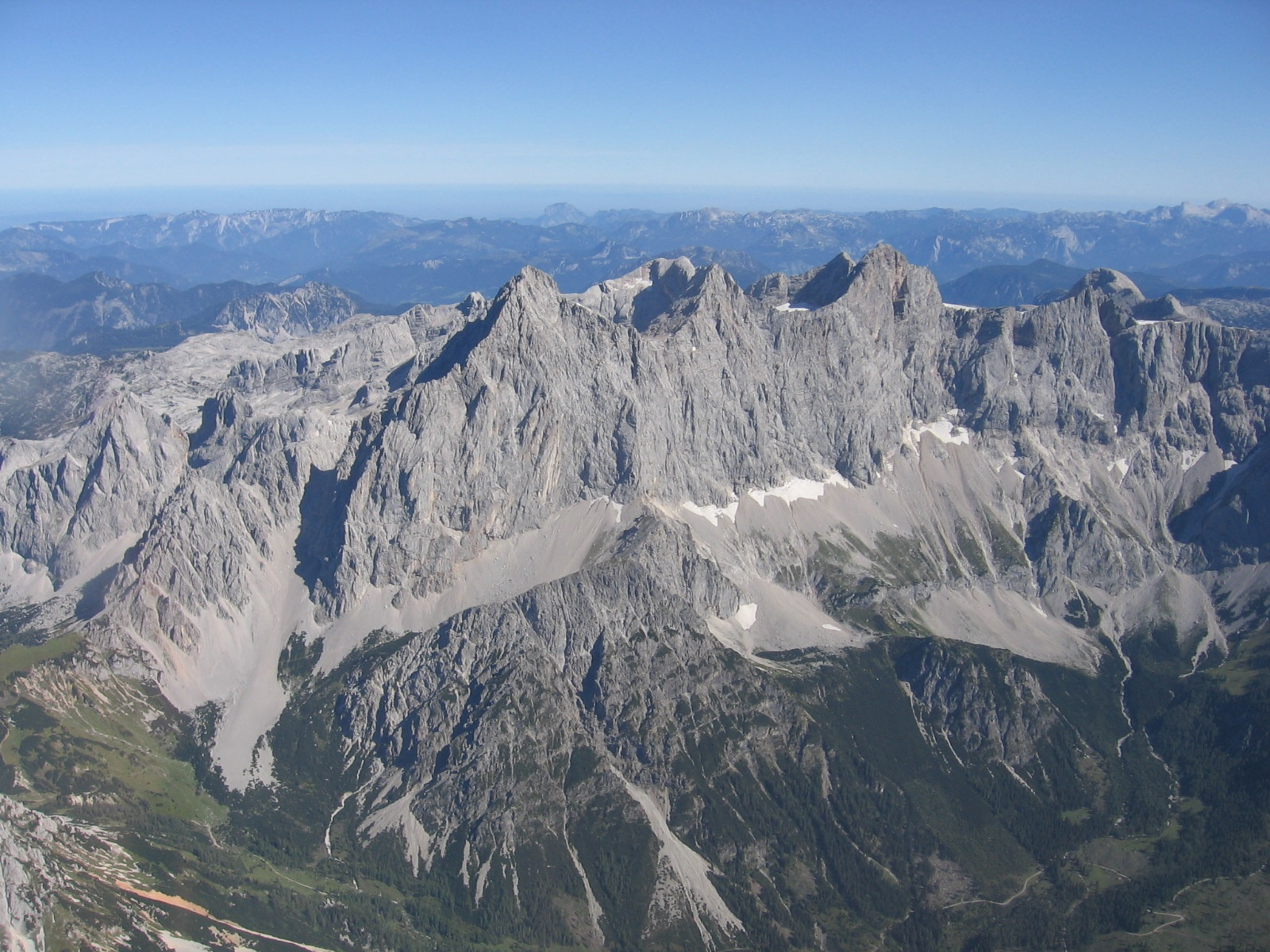
třetí zleva Hoher Dachstein

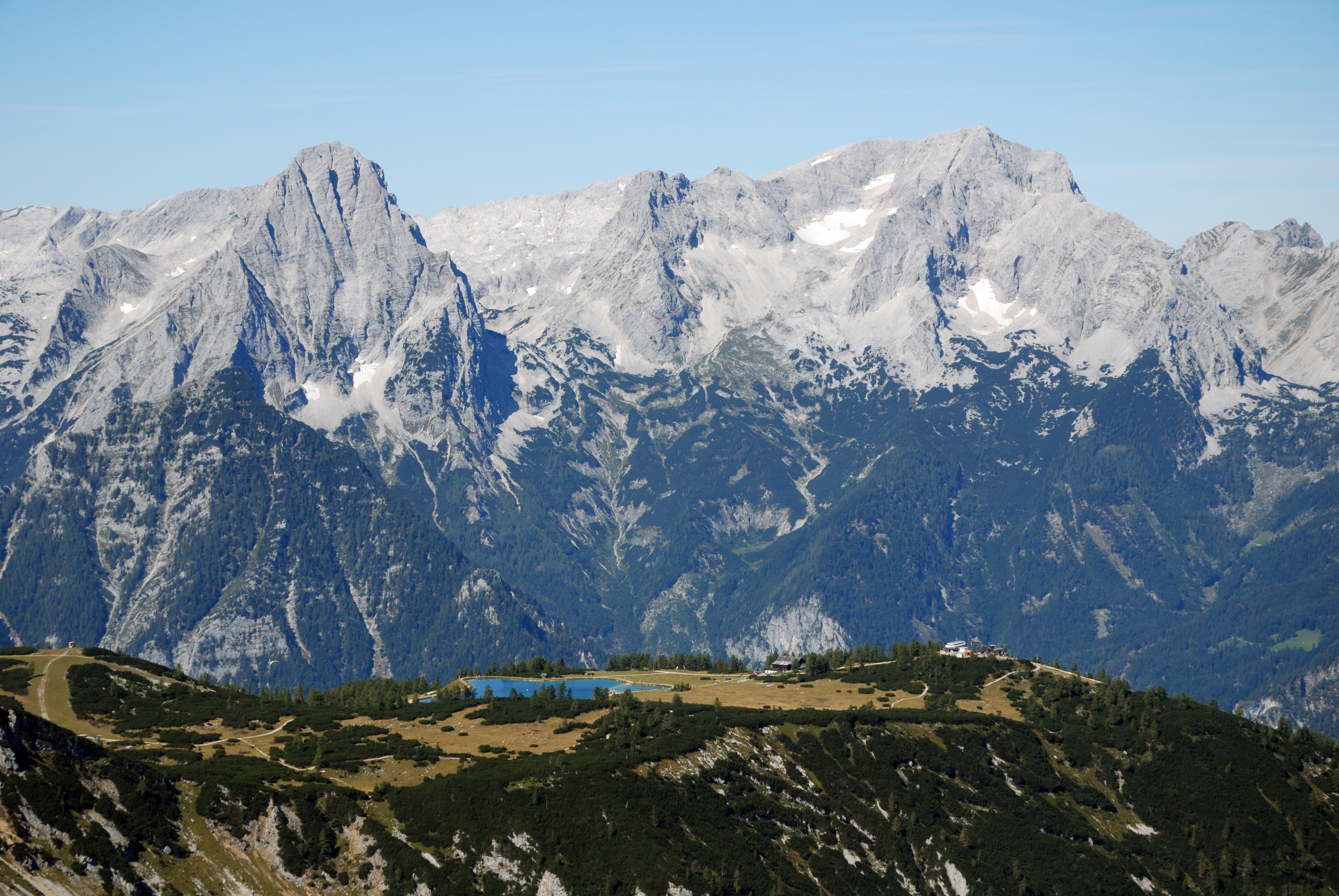
Grosser Priel

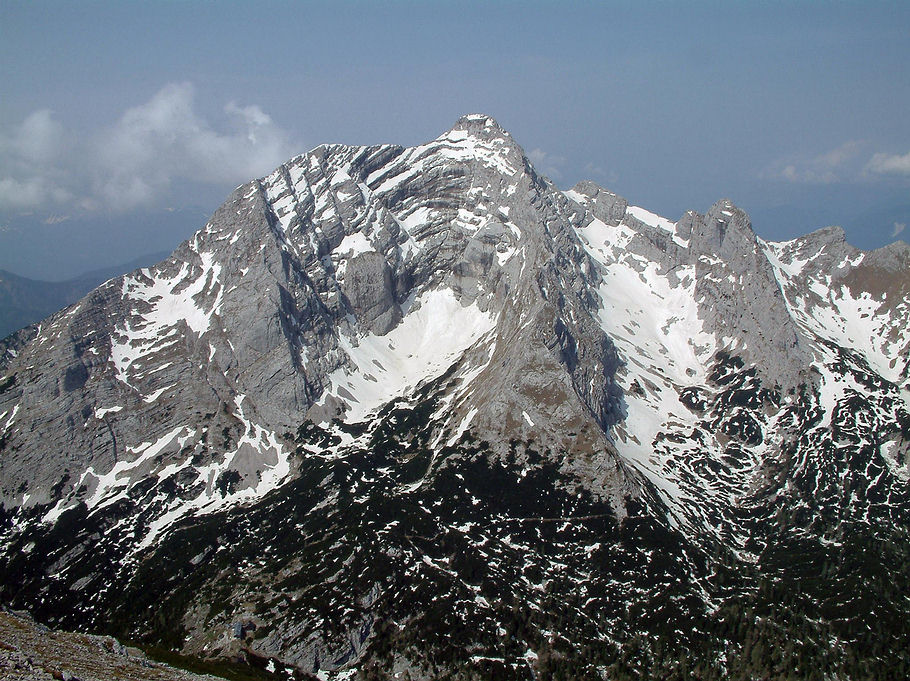
Hochtor

20 nejprominentnějších hor v Rakousku.
|    | Vrchol            | Pohoří                | Země                   | Výška (m) | Prominence (m) | Izolace (km) |
| -- | ----------------- | --------------------- | ---------------------- | --------- | -------------- | ------------ |
| 1  | Grossglockner     | Glockner/Vysoké Taury | Tyrolsko/Korutany      | 3 798     | 2 428          | 174,6        |
| 2  | Wildspitze        | Ötztalské Alpy        | Tyrolsko               | 3 770     | 2 261          | 48,5         |
| 3  | Hochkönig         | Berchtesgadenské Alpy | Salcbursko             | 2 941     | 2 181          | 33,6         |
| 4  | Hoher Dachstein   | Dachstein             | Horní Rakousko/Štýrsko | 2 995     | 2 136          | 47,6         |
| 5  | Zugspitze         | Wetterstein           | Tyrolsko               | 2 962     | 1 746          | 25,8         |
| 6  | Grosser Priel     | Totes Gebirge         | Horní Rakousko         | 2 515     | 1 703          | 41,1         |
| 7  | Birnhorn          | Steinberge            | Salcbursko             | 2 634     | 1 665          | 15,5         |
| 8  | Mölltaler Polinik | Kreuzeck              | Korutany               | 2 784     | 1 580          | 10,4         |
| 9  | Birkkarspitze     | Karwendel             | Tyrolsko               | 2 749     | 1 567          | 26,9         |
| 10 | Ellmauer Halt     | Kaisergebirge         | Tyrolsko               | 2 344     | 1 552          | 23,2         |
| 11 | Hochtor           | Ennstalské Alpy       | Štýrsko                | 2 369     | 1 520          | 20,8         |
| 12 | Grimming          | Dachstein             | Štýrsko                | 2 351     | 1 518          | 17           |
| 13 | Zirbitzkogel      | Lavanttalské Alpy     | Štýrsko/Korutany       | 2 396     | 1 502          | 33,2         |
| 14 | Raucheck          | Tennen                | Salcbursko             | 2 430     | 1 463          | 10,9         |
| 15 | Reisskofel        | Gailtalské Alpy       | Korutany               | 2 371     | 1 390          | 11,9         |
| 16 | Grosser Buchstein | Ennstalské Alpy       | Štýrsko                | 2 224     | 1 363          | 6            |
| 17 | Hochiss           | Brandenberské Alpy    | Tyrolsko               | 2 299     | 1 359          | 12,5         |
| 18 | Schneeberg        | Rax-Schneeberg        | Dolní Rakousko         | 2 076     | 1 348          | 49,2         |
| 19 | Mirnock           | Gurktalské Alpy       | Korutany               | 2 110     | 1 343          | 8,8          |
| 20 | Hoher Riffler     | Verwall               | Tyrolsko               | 3 168     | 1 341          | 23,7         |